# أحمد المغيربي
أحمد المغيربي ( 17 يونيو 1946 – 16 مارس 2021) كان لاعب كرة قدم تونسيًا ومدربًا.

## المسيرة مع الأندية
وُلد أحمد المغيربي في 17 يونيو 1946 في منوبة، وبدأ مسيرته الكروية مع الملعب التونسي في مركز قلب الدفاع؛ وخاض 256 مباراة بين عامي 1965 و1975، سجل خلالها سبعة أهداف. وساهم في تتويج فريقه بلقب كأس تونس 1965–66، كما تُوج بجائزة الحذاء الذهبي في موسم 1971–72 كأفضل هداف في الدوري.

## المسيرة الدولية
لعب المغيربي لصالح منتخب تونس لكرة القدم. وشارك لأول مرة ضد منتخب يوغوسلافيا لكرة القدم سنة 1966، وخاض آخر مبارياته الدولية أمام منتخب الجزائر لكرة القدم سنة 1972. وبلغ عدد مبارياته الدولية 34 مباراة، نال خلالها الميدالية الفضية في ألعاب البحر الأبيض المتوسط 1971.

## المسيرة التدريبية
أشرف المغيربي على تدريب عدد من الأندية، أبرزها الملعب التونسي، والنادي الرياضي بمنزل بوزلفة, نادي سكك الحديد التونسي, والأولمبي الباجي.

## الحياة الشخصية
عمل المغيربي لاحقًا محللًا رياضيًا في قناة نسمة والبرمجة الوطنية التونسية.

## الوفاة
تُوفي المغيربي في 16 مارس 2021 عن عمر ناهز 74 عامًا، بعد معاناة دامت عامين مع السرطان.

## الإنجازات

### كلاعب
الملعب التونسي
- كأس تونس: 1966

تونس
- ألعاب البحر الأبيض المتوسط: الميدالية الفضية – 1971

فردية
- هدّاف البطولة الوطنية التونسية: 1971–72

### مسيرته التدريبية
الملعب التونسي
- كأس تونس: 2003